# Velká Lhota (Lhoty u Potštejna)
Velká Lhota je malá vesnice, základní sídelní jednotka obce Lhoty u Potštejna v okrese Rychnov nad Kněžnou. Nachází se asi 4,4 km jihozápadně od městečka Potštejn. V roce 2017 zde bylo evidováno 45 adres. V roce 2011 zde trvale žilo 88 obyvatel.
Velká Lhota leží v katastrálním území Lhoty u Potštejna o výměře 5,71 km2.

## Historie
Obec Lhoty u Potštejna byla až do roku 1953 dělena na dvě samostatné obce. Malou a Velkou Lhotu. Velká Lhota nesla název Dobešova Lhota a jejími prvními známými držiteli byli Příbkové z Otoslavic. Zde se nacházela tvrz a poplužní dvůr.

## Pamětihodnosti
- Horákův buk
- Bývalá cihelna

## Další fotografie

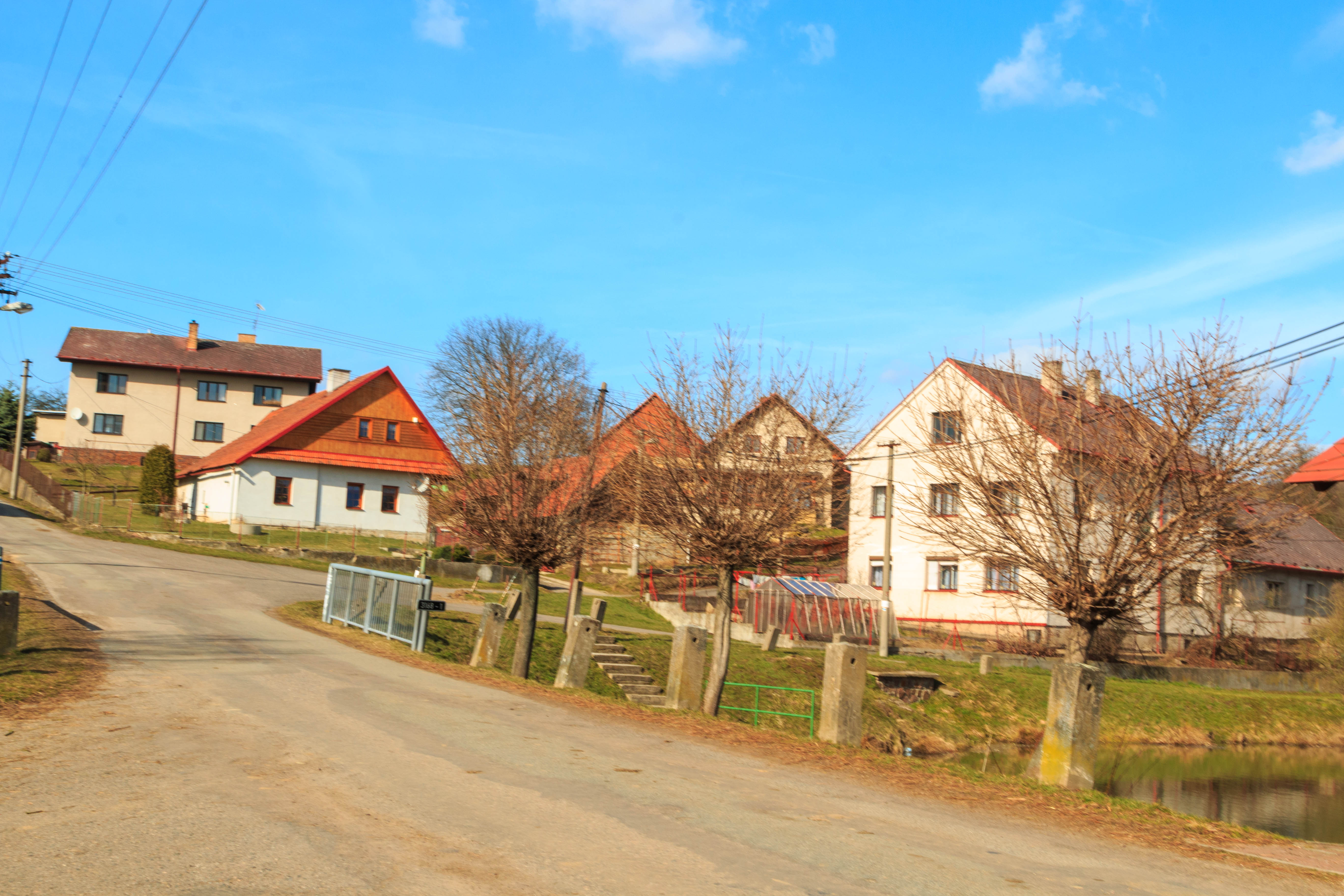
dům čp. 71
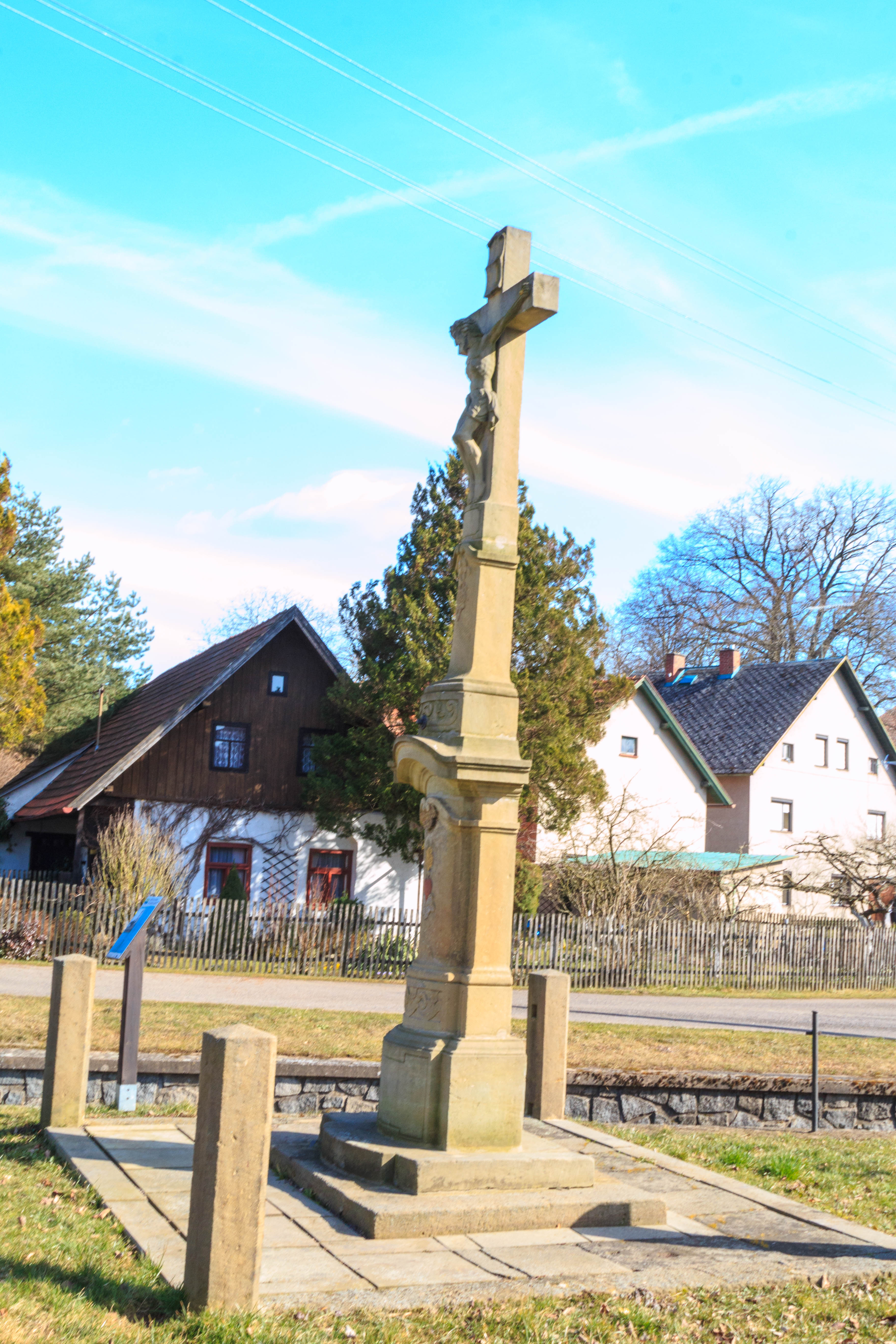
kříž
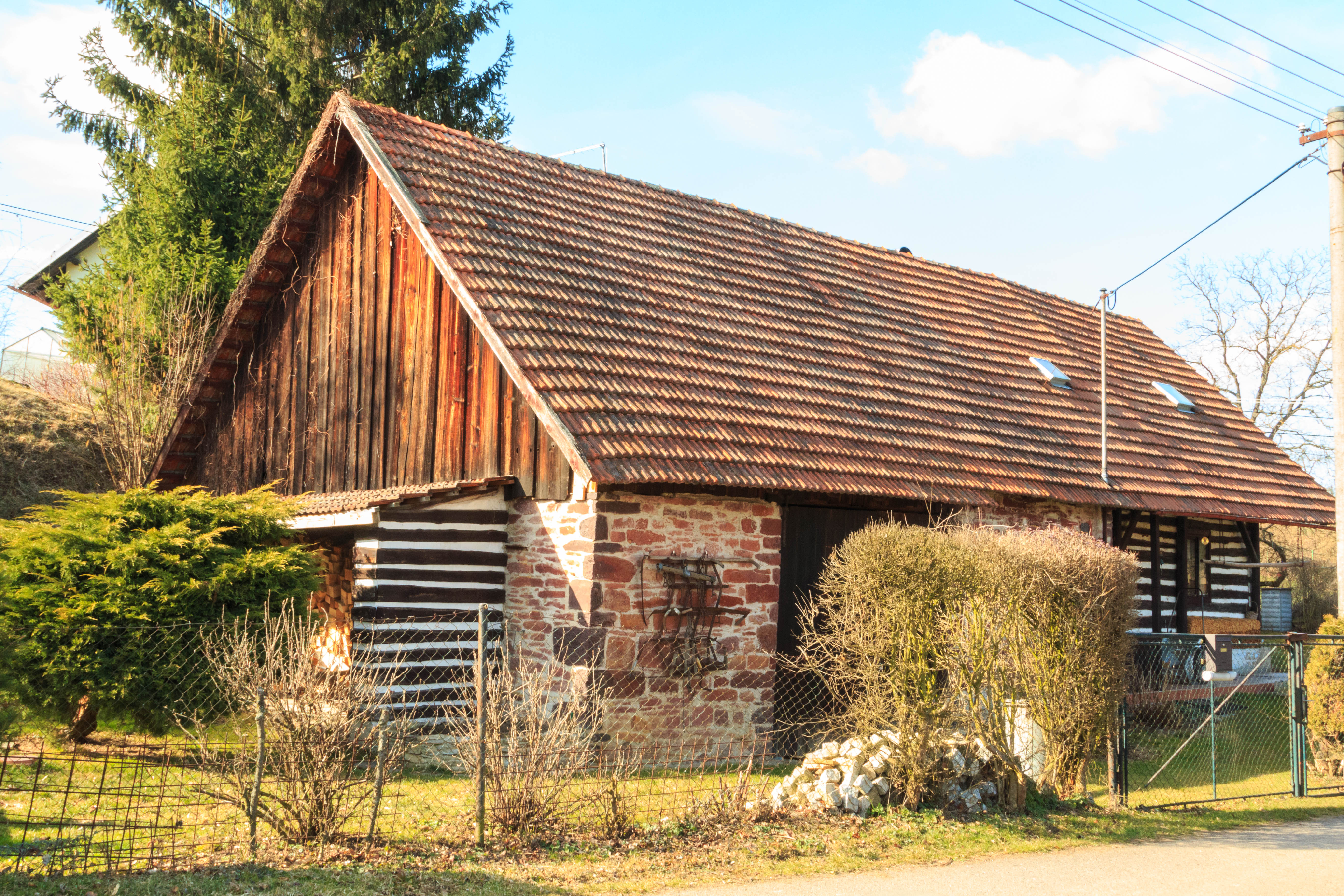
dům čp. 88
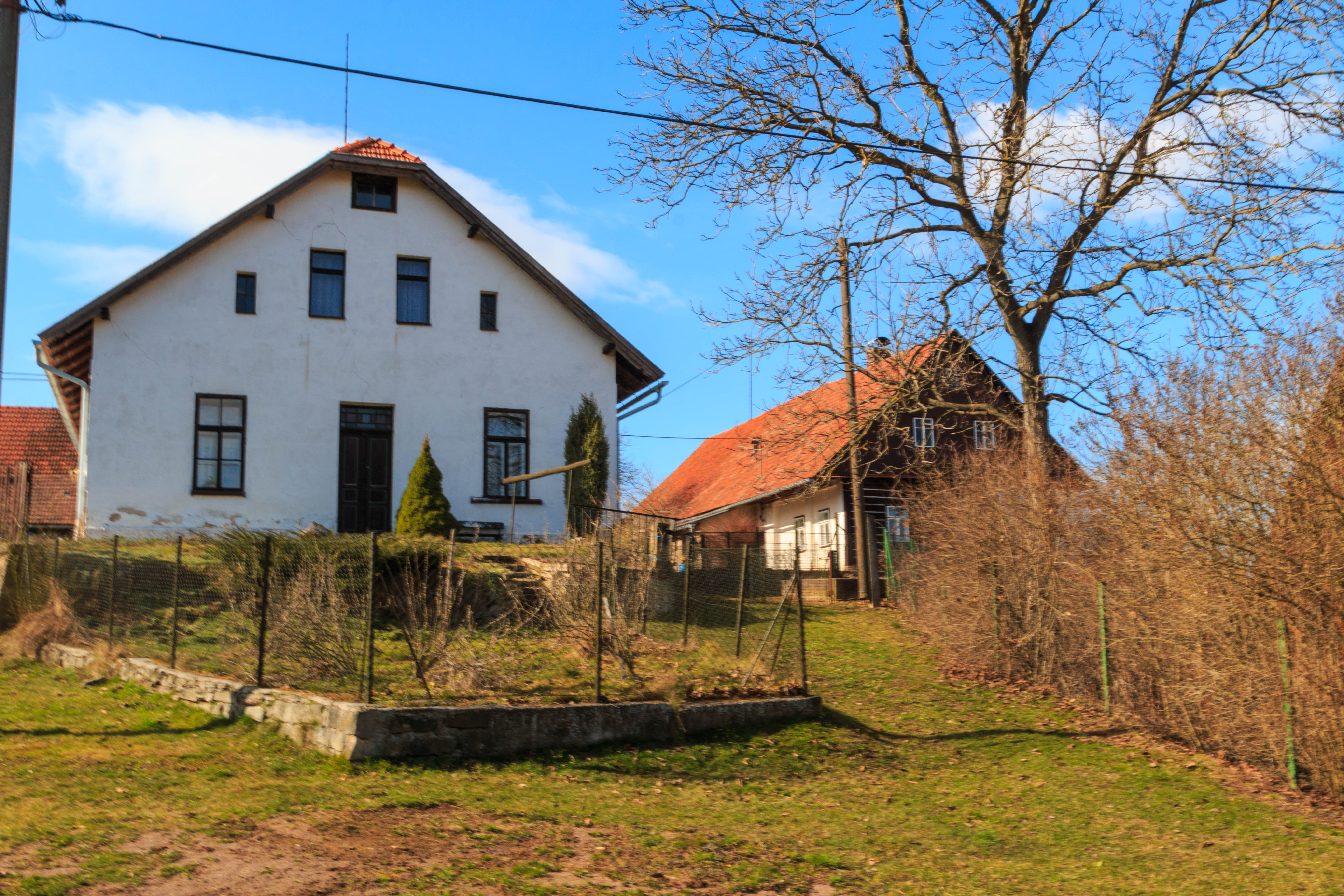
dům čp. 72